# Maksim Vitus
Bản mẫu:Eastern Slavic name
Maksim Yuryevich Vitus (tiếng Belarus: Максім Юр'евіч Вітус; tiếng Nga: Максим Юрьевич Витус; sinh 11 tháng 2 năm 1989) là một cầu thủ bóng đá Belarus. Tính đến năm 2017, anh thi đấu cho Dinamo Brest.

## Sự nghiệp
Sinh ra ở Vawkavysk, Vitus ra mắt tại Giải bóng đá ngoại hạng Belarus cùng với MTZ-RIPO năm 2008.

## Danh hiệu
Dinamo Brest
- Vô địch Cúp bóng đá Belarus: 2016–17